# Amplasamentul fosilifer de lângă satul Pelinei
Amplasamentul fosilifer de lângă satul Pelinei este un monument al naturii de tip geologic sau paleontologic în raionul Cahul, Republica Moldova. Este amplasat în râpele din zona de vest a satului Pelinei, pe povârnișul drept al râului Cahul (ocolul silvic Vulcănești, parcela 61C). Are o suprafață de 5 ha, sau 65 ha conform unor aprecieri mai recente. Obiectul este administrat de Întreprinderea pentru Silvicultură „Silva-Sud” Cahul.

## Istoric
Primul specialist care a cercetat amplasamentul a fost I. P. Homenko. Acesta a strâns mai multe resturi scheletice de mamifere, asemănătoare speciilor descoperite până la acel moment în depozitele pliocene de tip Russilion din Franța. În continuare, amplasamentul a fost studiat de geologi și paleontologi de la Institutul de Geologie⁠(d) al Academiei Ruse de Științe. De la începutul secolului al XXI-lea, situl a fost vizitat și de cercetători ai Institutului de Zoologie al Academiei de Științe a Moldovei, care au extras din aluviunile pliocene de Carbalia de la Pelinei oseminte de reptile și mamifere.

## Descriere
Amplasamentul paleontologic conține resturi scheletice ale unor animale caracteristice Complexului faunistic Moldovian din pliocenul inferior, și anume:
- broasca-țestoasă Testudo sp.
- lagomorfele Proochotona eximia și Pliolagomys gigas
- mastodonții Anancus arvernensis și Mastodon sp.
- imparicopitate:
  - Hipparion sp. și Equus (Allohippus) sp.
  - rinocerul Stephanorhinus megarhinus
- paricopitate:
  - cămila Paracamelus alexejevi
  - mistrețul-de-baltă Propotamochoerus provincialis
  - căpriorul Procapreolus și cerbul Cervus ramosus

## Statut de protecție
Obiectivul a fost luat sub protecția statului prin Hotărîrea Sovietului de Miniștri al RSSM din 8 ianuarie 1975 nr. 5, iar statutul de protecție a fost reconfirmat de Legea nr. 1538 din 25 februarie 1998 privind fondul ariilor naturale protejate de stat. Deținătorul funciar al monumentului natural era, la momentul publicării Legii din 1998, Gospodăria Silvică de Stat Vulcănești, Pelinei-IV, Cahul. Între timp, acesta a trecut în gestiunea Întreprinderii pentru Silvicultură „Silva-Sud” Cahul.
Amplasamentul este de interes sporit pentru geologii, paleontologii, ecologii și paleogeografii care studiază miocenul superior și pliocenul. Situl are valoare instructivă și cognitivă.
Conform situației din anul 2016, nu este instalat niciun panou informativ în preajma ariei protejate, iar hotarele acesteia nu sunt concretizate.